# Енциклопедичний словник Теребовлянщини
Енциклопедичний словник Теребовлянщини — регіональна енциклопедія, яка містить відомості про історію, географію, культуру, економіку, адміністративний устрій Теребовлянського району Тернопільської області.
У словнику систематизовано інформацію з різних галузей: історії, географії, економіки, політики, освіти, науки, літератури, мистецтва, спорту тощо. Видання містить відомості про видатних людей, що народилися, проживали, проживають, творять і творили на теренах Теребовлянщини.
Як зазначається у передмові, ЕСТ створювався редакційною колегією за підтримки краєзнавців, науковців, громадськості міста Теребовлі та району протягом десяти років.
Наклад — 150 примірників. Видання словника здійснено за сприяння мецената, громадського діяча Ігоря Джамана.

## Редакційно-видавнича група
- Володимир Маланюк (голова),
- Микола Ковальчук (заступник),
- Григорій Кушнерик (заступник),
- Дмитро Михайлюк (заступник),
- Людмила Хемій (секретар),
- Оксана Біла,
- Наталія Боднар,
- Микола Брездень,
- Зіновій Бронецький,
- Микола Виннічик,
- Микола Вознюк,
- Тетяна Глух,
- Степан Грод,
- Леся Дида,
- Ігор Зінчишин,
- Леонтин Козар,
- Людмила Крючиніна,
- Михайло Кузів,
- Євген Лозінський,
- Василь Мазун,
- Михайло Михайлюк,
- Валентина Назарчук,
- Богдан Попків,
- Віктор Резенчук,
- Мирослав Смалига,
- Анатолій Ткач.